# جيجي سوريولا
جيجي سوريولا (بالإنجليزية: Gege Soriola)‏ (21 نوفمبر 1988 بجوس في نيجيريا - ) هو لاعب كرة قدم نيجيري في مركز الدفاع . شارك مع منتخب نيجيريا لكرة القدم. أما مع النوادي، فقد لعب مع إمباكت مونتريال ونادي هارتلاند ونادي هجر و Free State Stars F.C. ‏.

## روابط خارجية
- جيجي سوريولا على موقع الدوري الأمريكي (الإنجليزية)
- جيجي سوريولا على موقع قاعدة بيانات كرة القدم.إي يو (الإنجليزية)
- جيجي سوريولا على موقع ناشيونال فوتبول تيمز (الإنجليزية)
- جيجي سوريولا على موقع عالم كرة القدم.نت (الإنجليزية)